# Psychoda atraseta
Psychoda atraseta är en tvåvingeart som först beskrevs av Wilhelm Ludwig Rapp 1945. Psychoda atraseta ingår i släktet Psychoda och familjen fjärilsmyggor.
Artens utbredningsområde är Panama. Inga underarter finns listade i Catalogue of Life.